# Роман, Жеральдин
Жеральдин Роман (англ. Geraldine Roman, род. 1967) — филиппинская журналистка и политик. В результате парламентских выборов в 2016 году была избрана членом Палаты представителей. Роман стала первым трансгендером, избранным в филиппинский парламент.

## Биография
Жеральдин Роман родилась в 1967 году. Была вторым из четверых детей. Родители Жеральдин Роман — филиппинские политики Эрминия и Антонино Романы. В детстве Жеральдин жила в батаанском муниципалитете Орани.
Школьное образование Роман получила в школе для мальчиков при университете Атенео-де-Манила. Затем она продолжила обучение в Филиппинском университете. Изучала журналистику в Университете Страны Басков. Роман работала в Испании редактором в EFE. В 2012 году приехала обратно на Филиппины, чтобы помочь своему отцу, который на тот момент был серьёзно болен.
В 2016 году Жеральдин Роман, будучи членом либеральной партии, была избрана членом Палаты представителей. Ранее этот пост занимала её мать Эрминия Роман. Конкурентом Роман на этот пост являлся мэр Эрмосы Данило Малана.

### Личная жизнь
В 1990-х годах Жеральдин Роман прошла в Нью-Йорке операцию по смене пола, сменив мужской пол на женский, тогда же она сменила имя на Жеральдин. Роман владеет испанским, французским и итальянским языками. Она католичка. Партнёр Жеральдин Роман — гражданин Испании, но в браке они не состоят.